# Гіллесгайм
Гіллесгайм (нім. Hillesheim) — місто в Німеччині, розташоване в землі Рейнланд-Пфальц. Входить до складу району Вульканайфель. Центр об'єднання громад Гіллесгайм.
Площа — 20,62 км2. Населення становить 3210 ос. (станом на 31 грудня 2020).

## Галерея

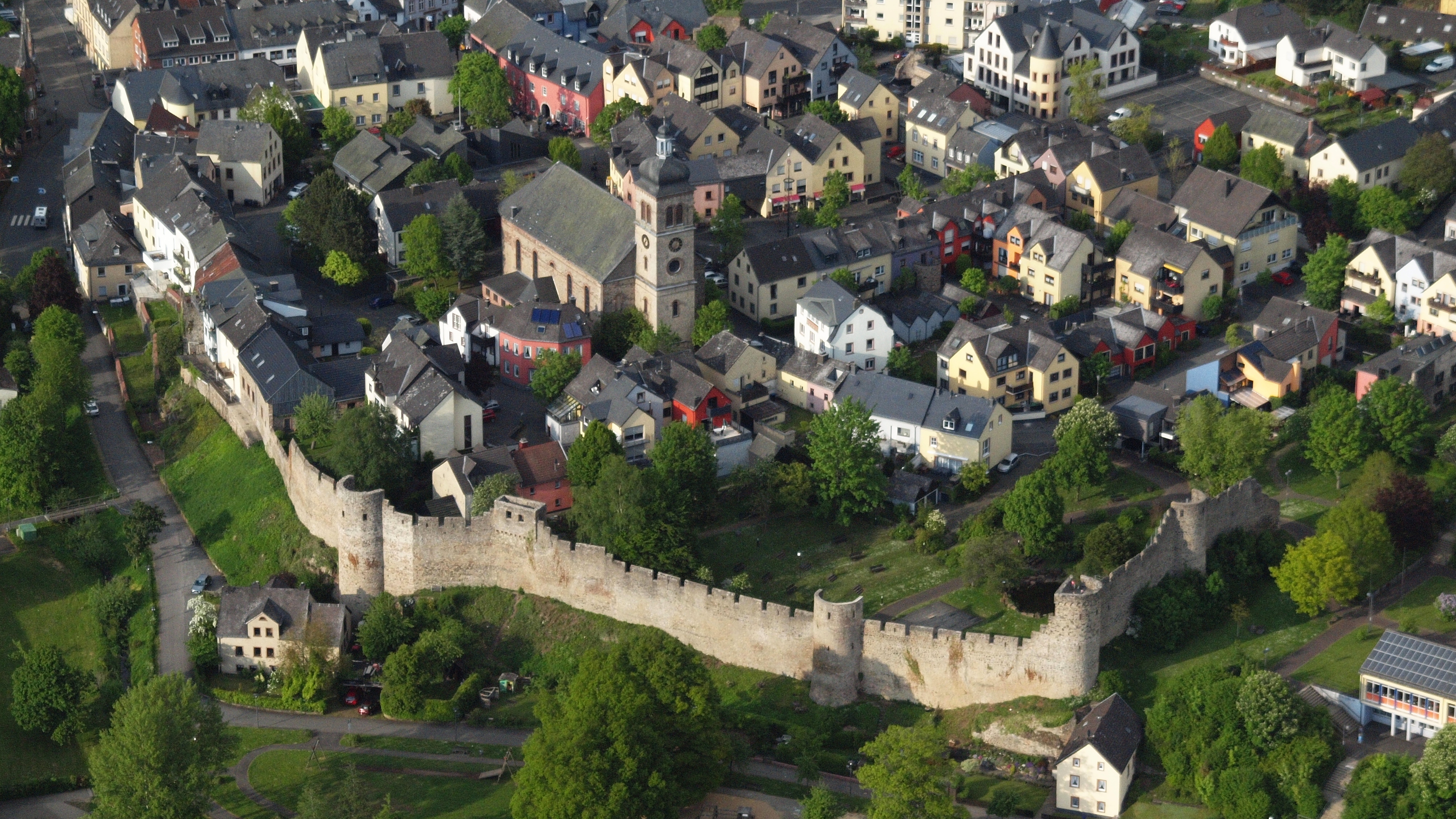
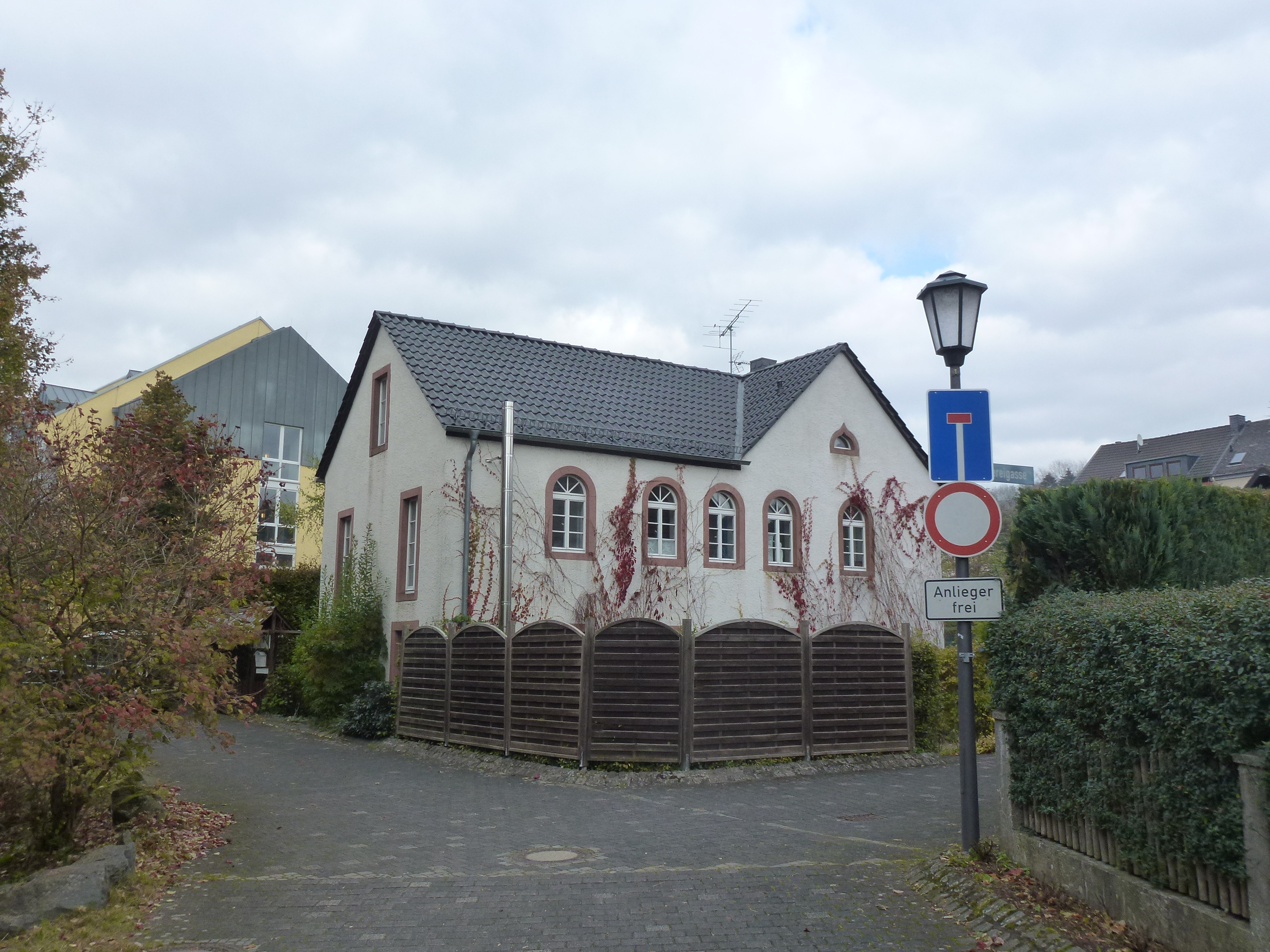
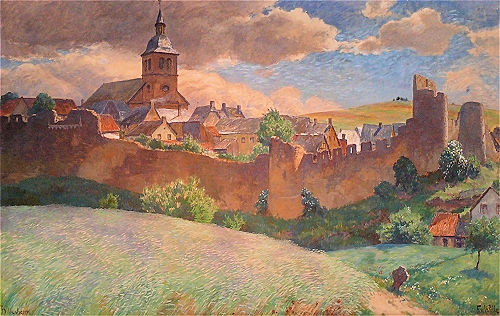
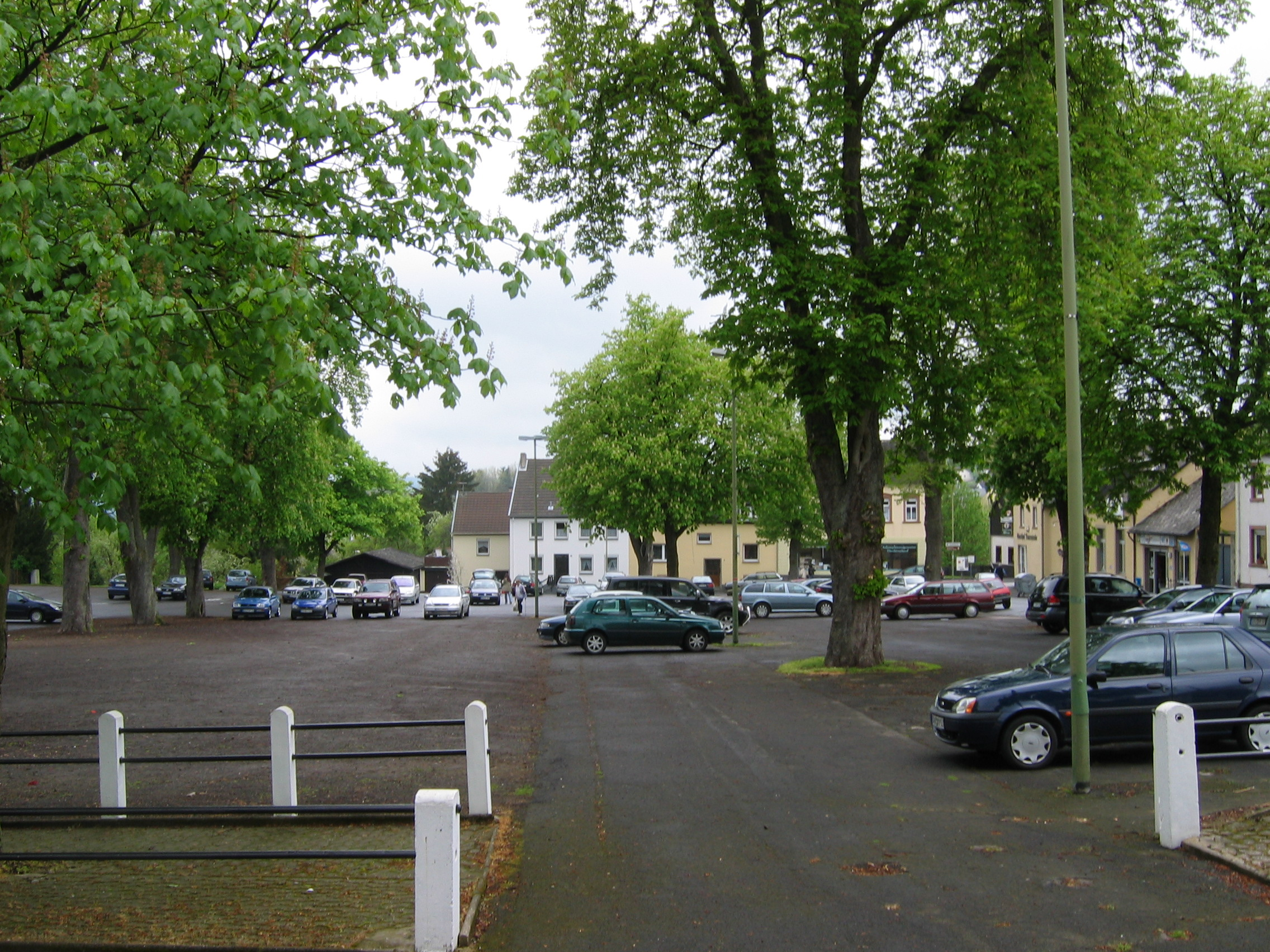
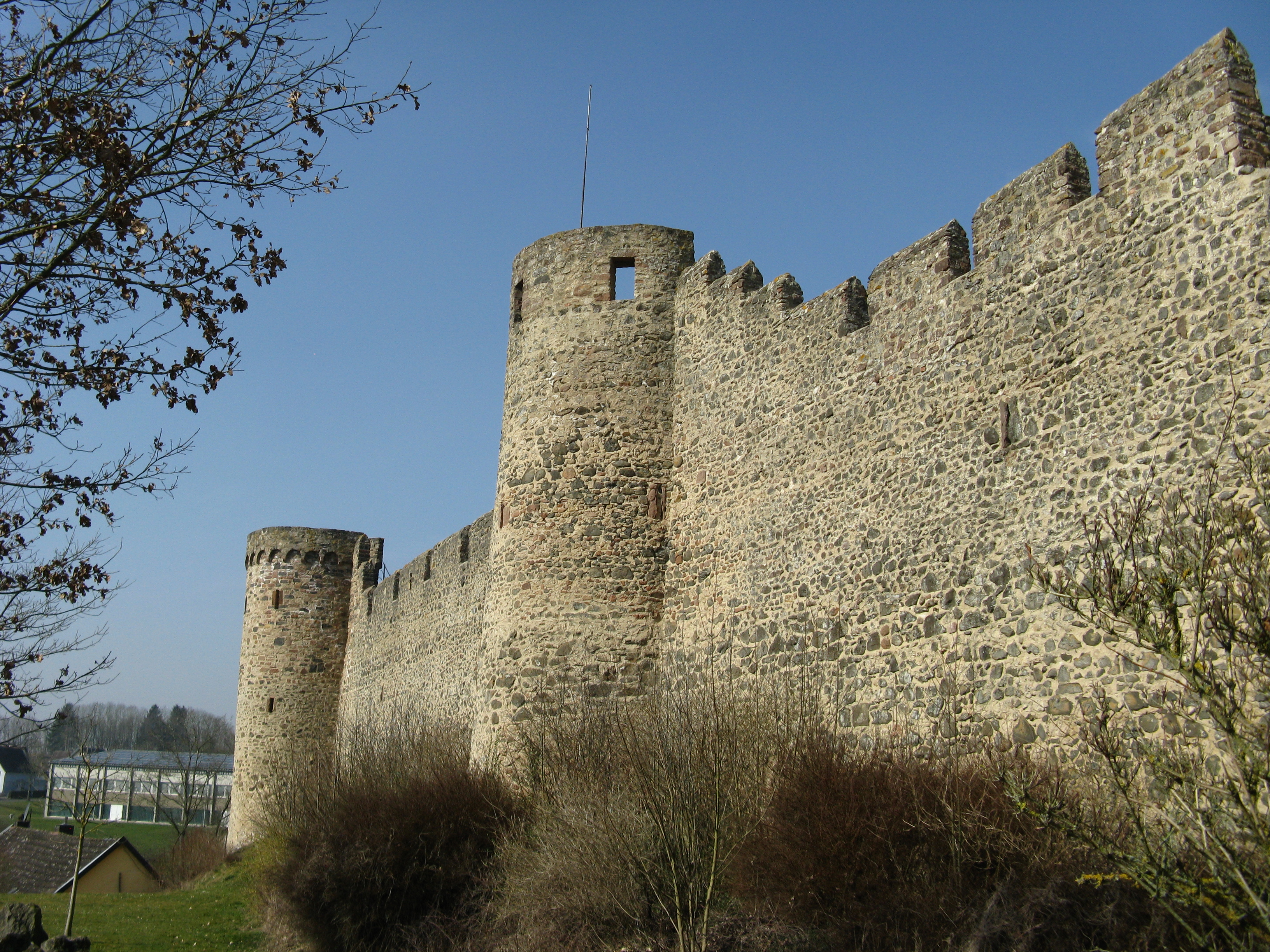